# (22545) Brittrusso
(22545) Brittrusso (1998 FP77) – planetoida z grupy pasa głównego asteroid okrążająca Słońce w ciągu 3,4 lat w średniej odległości 2,26 j.a. Odkryta 24 marca 1998 roku.